# Grammaire de l'irlandais
 (octobre 2024).
Si vous disposez d'ouvrages ou d'articles de référence ou si vous connaissez des sites web de qualité traitant du thème abordé ici, merci de compléter l'article en donnant les références utiles à sa vérifiabilité et en les liant à la section « Notes et références ».
La grammaire de l'irlandais (en irlandais : Gramadach na Gaeilge) décrit les règles régissant les phrases irlandaises. Langue flexionnelle gaélique, l'irlandais comporte quatre modes, et cinq déclinaisons présentant quatre cas (même si les interprétations divergent selon les auteurs). Ces déclinaisons entraînent des modifications de la forme des consonnes (« fines » ou « larges »), notées par la modification des voyelles qui les précèdent.

## Caractéristiques générales de l'irlandais
L'irlandais est une langue gaélique insulaire au même titre que le mannois ou que le gaélique écossais. Il s'agit donc d'une langue flexionnelle présentant des mutations consonantiques,.
La déclinaison des noms irlandais possède quatre cas mais les différences sont faibles. La conjugaison irlandaise comporte quatre modes (indicatif, impératif, conditionnel, subjonctif). Les adjectifs sont, comme en latin, fléchis à la manière des noms.

## Syntaxe
L'ordre des mots dans une phrase est peu mobile en irlandais. Contrairement à la plupart des langues indo-européennes, les phrases suivent généralement la structure VSO, plus précisément verbe-sujet-objet-compléments :
L'interrogation ne change pas l'ordre des mots, mais est marquée par l'ajout d'une particule interrogative (an ou ar selon les cas : voir section verbes) devant le verbe. De même, la négation du verbe est marquée par la particule préverbale ní ou níor. La négation interrogative a également une particule dédiée, nach ou nár.
Chuala tú mé. - "Tu m'as entendu"
Ar chuala tú mé? - "Est-ce que tu m'as entendu ?"
Níor chuala tú mé. - "Tu ne m'as pas entendu."
Nár chuala tú mé? - "Ne m'as-tu pas entendu ?"
Lorsque l'objet direct est un pronom personnel, un objet prépositionnel sémantiquement proche du verbe sera placé avant lui dans la phrase :
Tabhair dom é! - "Donne-le-moi"
Thug mé ó Shasana iad. - "Je les ai amenés d'Angleterre".
Lorsque la phrase est à l'aspect progressif marqué par l'auxiliaire bí, l'ordre devient auxiliaire-sujet-verbe-objet-compléments :
| Tá                                                   | an cat  | ag ól   | bainne | go mall.  |
| est                                                  | le chat | à boire | lait   | lentement |
| « Le chat est en train de boire lentement du lait. » |         |         |        |           |

L'objet direct d'un verbe à l'infinitif marqué par la particule a est placé avant ce dernier : l'ordre des mots est alors objet-verbe-compléments :
| Is maith                                      | liom  | uibheacha | a ithe | don bhricfeasta.  |
| plaît                                         | à moi | œufs      | manger | au petit-déjeuner |
| « J'aime manger des œufs au petit-déjeuner. » |       |           |        |                   |

La copule is suit une syntaxe différente des autres verbes : l'ordre des mots est copule-prédicat-sujet-compléments, et lorsque le sujet est un nom, le pronom personnel lui correspondant en genre et en nombre est inséré devant :
| Is                      | múinteoir  | mé. |
| est                     | enseignant | moi |
| « Je suis enseignant. » |            |     |

| Is                           | múinteoir  | í    | mo dheirfiúr. |
| est                          | enseignant | elle | ma sœur       |
| « ma sœur est enseignante. » |            |      |               |

L'ordre des mots est rendu plus mobile par l'usage fréquent de dislocation, correspondant à l'extraction du sujet ou de l'un des objets de la phrase et son rattachement par une proposition relative.
L'irlandais a un article défini, mais pas d'article indéfini : un nom indéfini est marqué par l'absence d'article :
carr - une voiture
an carr - la voiture
Les déterminants (an « le/la », mo « mon/ma/mes » etc.) précèdent le groupe nominal qu'ils qualifient et sont toujours atones.
L'irlandais fait usage exclusif de prépositions, sans connaître de postposition.
Les adjectifs suivent le nom, avec quelques rares exceptions.

## Transformation des voyelles
Les consonnes irlandaises existent sous deux formes : la forme « fine » (caol) et la forme « large » (leathan) (voir article Phonologie et graphie de l'irlandais). Les déclinaisons particulièrement font souvent intervenir une modification de forme de certaines consonnes. Ces modifications sont notées à l'écrit par les voyelles avec lesquelles elles sont en contact ; une lettre est ajoutée à la graphie de la voyelle mais la prononciation de celle-ci n'est pas changée, c'est sur la consonne suivante qu'on entend la différence,. Par exemple, on dit « bád » pour « un bateau », et « báid » pour « des bateaux » - le changement au second est que le 'd' se prononce maintenant « fine » plutôt que « large ».
La table ci-dessous résume les dix voyelles de l'irlandais (sauf le schwa), avec des allographes courantes qui peuvent signifier un changement à la consonne précédente/suivante.
| Voyelle | Allographes        | API         |
| ------- | ------------------ | ----------- |
| a       | ea, ai             | /a/         |
| ei      | -                  | /ɛ/         |
| i       | ui, io             | /ɪ/         |
| o       | oi, io             | /ɔ/         |
| u       | iu                 | /ʊ/         |
| á       | eá, ái             | /aː/        |
| é       | éa, ae*, aei, éi** | /eː/        |
| í       | uí, oí, ío         | /iː/        |
| ó       | eo, eoi, ói        | /oː/        |
| ú       | iú, úi             | /uː/        |
| ao***   | aoi                | /eː/ ~ /iː/ |

*Ce digramme montre que les consonnes qui l'entourent sont larges des deux côtés, en dépit du « e » qui le termine.
**Ce digramme ne sert pas à changer la qualité de la consonne suivante ou précédente, mais on l'utilise plutôt que « é » seul si d'autres lettres le suivent.
***Phonème distinct dans l'histoire de la langue, mais maintenant généralement prononcé de même que « é » si une consonne large le suit, ou « í » s'il s'agit d'une consonne fine.

## Mutations consonantiques
À l'instar des autres langues celtes modernes, les consonnes initiales irlandaises sont sujettes à changer ou "muter", c'est-à-dire changer de prononciation, sous certaines conditions morphologiques ou syntaxiques, comme après certaines particules et préfixes, à certains temps du verbe etc. Ce phénomène est analogue aux liaisons en français, mais affecte les consonnes en plus d'affecter les voyelles.
Les mutations des consonnes sont de deux types :
- la lénition (ir. séimhiú) qui correspond à un "affaiblissement" de la consonne (affrication des occlusives, débuccalisation des fricatives).
- l'éclipse (ir. urú) qui correspond à un changement de la consonne dans la direction d'une consonne nasale (vocalisation des consonnes sourdes, nasalisation des consonnes voisées) : pour cette raison, on l'appelle parfois aussi nasalisation.

| Consonne | Radical | Lénition | Éclipse  |
| -------- | ------- | -------- | -------- |
| p        | p /pˠ/  | ph /fˠ/  | bp /bˠ/  |
| p        | p /pʲ/  | ph /fʲ/  | bp /bʲ/  |
| t        | t /tˠ/  | th /h/   | dt /dˠ/  |
| t        | t /tʲ/  | th /h/   | dt /dʲ/  |
| c        | c /kˠ/  | ch /x/   | gc /gˠ/  |
| c        | c /c/   | ch /ç/   | gc /gʲ/  |
| b        | b /bˠ/  | bh /w/   | mb /mˠ/  |
| b        | b /bʲ/  | bh /vʲ/  | mb /mʲ/  |
| d        | d /dˠ/  | dh /γ/   | nd /n̠ˠ/  |
| d        | d /dʲ/  | dh /j/   | nd /n̠ʲ/  |
| g        | g /gˠ/  | gh /γ/   | ng /ŋ/   |
| g        | g /gʲ/  | gh /j/   | ng /ɲ/   |
| m        | m /mˠ/  | mh /w/   | inchangé |
| m        | m /mʲ/  | mh /vʲ/  | inchangé |
| f        | f /fˠ/  | fh /-/   | bhf /w/  |
| f        | f /fʲ/  | fh /-/   | bhf /vʲ/ |
| s        | s /sˠ/  | sh /h/   | inchangé |
| s        | s /ʃ/   | sh /h/   | inchangé |
| n        | n /n̠ˠ/  | n /nˠ/   | inchangé |
| n        | n /n̠ʲ/  | n /nʲ/   | inchangé |
| l        | l /l̠ˠ/  | l /lˠ/   | inchangé |
| l        | l /l̠ʲ/  | l /lʲ/   | inchangé |

Les mots commençant par s + consonne (excepté sr- et sn-) sont insensibles à toute mutation. Les mots étrangers commençant par une consonne ne figurant pas dans cette liste (v, z etc.) y sont également insensibles.
Lorsqu'une consonne est ajoutée avant la consonne originelle, cette première est toujours écrite en minuscule même lorsque le mot commence par une majuscule : Corcaigh "Cork", i gCorcaigh "à Cork".

### Pour un mot commençant en voyelle
Lorsqu'un mot commençant par une voyelle subit l'éclipse, n- lui est préfixé, qui s'écrit ave un tiret excepté lorsque le mot commence par une majuscule : ár dteach "notre maison", ár n-áthair "notre père".
Les voyelles peuvent également être sujettes à l'aspiration, qui consiste en l'ajout d'un h (sans tiret, toujours en minuscule) prononcé /h/. Les environnements qui entraînent l'aspiration appartiennent toujours à ceux qui n'entraînent ni lénition, ni éclipse.
Les voyelles sont inchangées par la lénition.

### Notation
Dans cet article, les exposants L, E et H sont utilisés à la fin d'un mot pour indiquer que celui-ci provoque respectivement la lénition, l'éclipse ou l'aspiration du mot suivant : on notera par exemple doL pour indiquer que la préposition do est suivie d'une lénition, et goH pour indiquer que la préposition go est suivie d'une aspiration.

## Noms
Les noms irlandais sont variables en nombre et en cas, on distingue deux genres (masculin et féminin), deux nombres (singulier et pluriel) et quatre cas (nominatif, datif, génitif et vocatif).
Il est à noter que, bien qu'on considère qu'il y ait ces quatre cas, c'est seulement entre le nominatif et le génitif qu'on voit de grandes différences à la formation du nom. Le datif est identique au nominatif sauf à quelques formes héritées (par exemple Éirinn (« Irlande » : nominatif Éire) ou láimh (« main » : nominatif lámh). Le vocatif diffère du nominatif seulement à la première déclinaison, et même là il est identique au singulier au génitif.

### Les cas
L'irlandais moderne a quatre cas: le nominatif, le vocatif, le génitif, et le datif, parfois appelé prépositionnel.

#### Nominatif
Le nominatif remplit les fonctions suivantes :
1. Sujet du verbe
Tá an cat ag ól. "Le chat est en train de boire."
2. Objet direct (il correspond alors à l'accusatif des langues comme le latin, l'allemand etc.)
Bhris Seán an fhuinneog. "Seán a cassé la fenêtre."
3. Prédicat d'une copule :
Is amadán é. "C'est un idiot."
4. Objet des prépositions gan "sans", go dtí  "(jusqu')à", idir "entre" et mar "comme".
gan an t-airgead. "sans l'argent"
go dtí an Fhrainc. "jusqu'en France"

#### Vocatif
Le vocatif est utilisé dans l'appellation directe, et il est toujours précédé à l'écrit de la particule a, qui provoque une lénition de la première consonne du mot, et est muette devant une voyelle. La première déclinaison est la seule ayant une forme du vocatif singulier distincte du nominatif : elle est alors identique au génitif.
Cá bhfuil tú, a mhic? "Où es-tu, fils ?"
A Sheáin, tar anseo! "Seán, viens ici !"

#### Génitif
Le génitif indique le complément du nom, exprimant généralement la possession ou la composition :
hata an fhir "le chapeau de l'homme"
clann na mná "les enfants de la  femme"
fáinne óir "un anneau en or, d'or"
bróga leathair "des chaussures de cuir"
L'objet direct d'un nom verbal est également mis au génitif :
ag caitheamh airgid "en train de dépenser de l'argent, en dépense d'argent"
L'objet d'une locution prépositionnelle requiert le génitif :
ar chúl an dorais "derrière  la porte" (lit. "à l'arrière de la porte")
ar feadh míosa "pendant un mois" (lit. "pour la durée d'un mois")
ar son na hÉireann "pour l'Irlande, au nom de l'Irlande"
Dans un groupe nominal donné, l'article défini "an/na" ne peut apparaître qu'une seule fois : ainsi, lorsqu'un nom est modifié par un complément du nom défini, l'article devant le nom principal disparaît : an hata (le chapeau) > hata an fhir (le chapeau de l'homme).
Lorsqu'un groupe nominal est sémantiquement défini mais n'a pas d'article défini initial (soit parce qu'il est modifié par un complément défini, soit parce qu'il s'agit d'un nom propre sans article comme Conamara "le Connemara"), son cas génitif est alors marqué par une lénition initiale et non plus par un changement de terminaison :
- an phoblacht (la république) > príomhchathair na poblachta (la capitale de la république)
- Poblacht na hÉireann (la république d'Irlande) > príomhchathair Phoblacht na hÉireann (la capitale de la république d'Irlande)
- Conamara (le Connemara) > lachanna Chonamara (les lacs du Connemara)

#### Datif
The datif ou prépositionnel est exclusivement utilisé après une préposition, et la plupart des prépositions simples sont suivies du datif, à l'exception des prépositions déjà mentionnées ci-dessus qui sont suivies du nominatif :
ag an athair "chez le père"
in oráiste "en orange"
go hifreann "en enfer"
leis an airgead "avec l'argent"
ó Éirinn "d'Irlande"
Dans la langue standard, le datif du nom est presque toujours identique au nominatif, la différence étant visible sur l'article défini uniquement. Cependant, certains dialectes présentent des formes distinctes du nominatif au singulier des deuxième et cinquième déclinaisons. Dans la langue standard, seuls les mots Éire ("Irlande") et fiche ("vingt") ont des formes distinctes du datif - Éirinn et fichid, respectivement.
Des formes figées du datif sont également retrouvée dans certaines locutions prépositives contenant un nom de première ou deuxième déclinaison, comme os cionn ("au-dessus", lit. "au-dessus de la tête" – cionn étant la forme ancienne du datif de ceann ("tête")).

### Le pluriel
Le nominatif pluriel est marqué de deux manières : 
- par palatalisation de la dernière consonne (prépondérant à la première déclinaison, très rare sinon) : cat (un chat) > cait (des chats)
- par ajout d'un suffixe. Plusieurs suffixes différents existent, -(a)í, -(e)anna, -(e)acha, -ta/te, -a/e, -(e)anta, -(a)ithe...
Le suffixe utilisé par un nom donné n'est pas systématiquement déductible de son singulier : il convient donc de mémoriser le pluriel de chaque nom.

La grammaire irlandaise distingue deux types de pluriel : les pluriels dits « forts » et ceux dits « faibles ».
- Le pluriel « fort » signifie que la même forme est utilisée à tous les cas.
- Le pluriel « faible » signifie que le génitif pluriel et parfois le vocatif pluriel ont une forme distincte du nominatif pluriel.
  - Tous les pluriels finissant par une consonne fine (palatalisée) sont faibles : leur génitif pluriel remplace la consonne par sa version large, et leur vocatif pluriel prend la forme du génitif pluriel avec une terminaison -a. Ceci s'applique à la plupart des noms de première déclinaison.
  - Les pluriels en -a peuvent être faibles ou forts : les faibles perdent leur -a au génitif pluriel.
  - Les pluriels finissant en une autre voyelle sont presque toujours forts.

|           | Pluriel fort | Pluriel faible | Pluriel faible |
| Nominatif | carranna     | leabhair       | bróga          |
| Vocatif   | a charanna!  | a leabhara!    | a bhróga!      |
| Génitif   | carranna     | leabhar        | bróg           |

Dans la langue moderne, le datif pluriel est toujours identique au nominatif pluriel. Dans la langue classique, le datif pluriel était marqué de la terminaison -(a)ibh, aujourd'hui désuète.
Les tables ci-dessous montrent les déclinaisons au nominatif et au génitif pour les cinq modèles de déclinaison.

### Première déclinaison
Elle concerne tous les mots dont la dernière consonne est leathan (c'est-à-dire entourée de a, o ou u), à part ceux qui se terminent par -eog/-óg ou -lann (qui se déclinent selon la deuxième déclinaison). Tous les noms de cette déclinaison sont masculins. Le génitif singulier est marqué par un changement de la forme de la consonne (elle passe de leathan, large, à caol, fine).
|           | Singulier    | Pluriel      |
| Nominatif | bochtán      | bochtáin     |
| Vocatif   | a bhochtáin! | a bhochtána! |
| Génitif   | bochtáin     | bochtán      |

### Deuxième déclinaison
Elle concerne la plupart des noms féminins, surtout ceux qui se terminent par une consonne caol, par -eog/-óg, ou par lann. Cette déclinaison est caractérisée par l'ajout d'un -e au génitif singulier.
|           | Singulier  | Pluriel   |
| Nominatif | fuinneog   | fuinneoga |
| Génitif   | fuinneoige | fuinneog  |

### Troisième déclinaison
Se déclinent sur ce modèle tous les noms en -óir, -áil, -air, et -acht. Cette déclinaison se caractérise par l'ajout d'un suffixe large (-a) au génitif singulier, et l'ajout de -aí aux pluriels nominatifs et génitifs.
|           | Singulier | Pluriel    |
| Nominatif | múinteoir | múinteoirí |
| Génitif   | múinteora | múinteoirí |

### Quatrième déclinaison
Elle comprend les noms finissant en -aí, -aire et -ín du genre masculin et ceux finissant par -a et -e des deux genres. Elle se caractérise par le fait que le génitif singulier ne soit pas marqué, ainsi, tous les cas du singulier sont semblables.
|           | Singulier | Pluriel |
| Nominatif | cailín    | cailíní |
| Génitif   | cailín    | cailíní |

### Cinquième déclinaison
Cette déclinaison est majoritairement consistuée de noms féminins, avec quelques noms masculins comme athair (père), deartháir (frère) ou encore cara (ami).
Sa caractéristique est la présence d'une consonne large en terminaison du génitif singulier, qui selon les cas est une modification de la dernière consonne du radical (athair > athar) ou bien suffixée à ce dernier (cara > carad) : dans ce dernier cas, les suffixes les plus courants sont -ch, -n, -d et -nn.

Le pluriel est formé par un suffixe -a/-ia/-e et est toujours fort : autrement dit, tous les cas du pluriel ont la même forme.
|           | Singulier | Pluriel   |
| Nominatif | traein    | traenacha |
| Génitif   | traenach  | traenacha |

### Noms irréguliers
Il existe une poignée de noms dont les formes ne correspondent à aucune des cinq déclinaisons régulières. Ces noms sont les suivants :
| Singulier  | Nom.       | bean (f) | deirfiúr (f) | Dia (m) | lá (m)    | leaba (f) | mí (f) |
| ---------- | ---------- | -------- | ------------ | ------- | --------- | --------- | ------ |
| Singulier  | Gén.       | mná      | deirféar     | Dé      | lae       | leapa     | míosa  |
| Pluriel    | Nom.       | mná      | deirfiúracha | —       | laethanta | leapacha  | míonna |
| Pluriel    | Gén.       | ban      | deirfiúracha | —       | laethanta | leapacha  | míonna |
| Traduction | Traduction | femme    | sœur         | Dieu    | jour      | lit       | mois   |

Les noms verbaux ont pour la plupart un génitif marqué par la terminaison -te/-ithe, qui correspond à la terminaison du participe passé et ne suit pas non plus les déclinaisons régulières.

## L'article défini
Il n'y a pas d'article indéfini (une, un, ou des en français) en irlandais, mais il y a un article défini (la, le, les). Quand on l'utilise, il peut aussi causer des changements : lénition (symbolisé par l'ajout d'un h à l'écrit) ou éclipse (symbolisé à l'écrit par l'ajout lettre du nouveau son avant celui du son original).
L'article peut également causer la prothèse en t (ajout d'un t- à un nom commençant en voyelle), et la mutation infligée au datif dépend de la préposition précédant l'article : dans la langue standard, les formes contractées sa(n), den et don causent une lénition (appelée dans cette section « datif I ») et toutes les autres prépositions provoquent l'éclipse (« datif II »). La table ci-dessous résume ces changements, et quand utiliser quel article.
| Article   | Singulier | Singulier | Pluriel |
| Article   | Masculin  | Féminin   | Pluriel |
| --------- | --------- | --------- | ------- |
| Nominatif | anT       | anL       | naH     |
| Datif I   | anL*      | anL*      | naH     |
| Datif II  | anE*      | anE*      | naH     |
| Génitif   | anL       | naH       | naE     |

Le nominatif singulier masculin inflige une prothèse en t, notée T. Il n'affecte pas les mots commençant en une consonne.
De manière générale, la lénition après l'article défini laisse inchangées les consonnes t et d, et transforme un son s en un son t, orthographié ts.
Les datifs singuliers I et II provoquent respectivement la lénition et l'éclipse, avec les subtilités suivantes :
- au féminin, les datifs I et II changent un s initial en t orthographié ts-
- au masculin, les datifs I et II n'affectent pas un s initial.
- pour les deux genres, l'éclipse du datif II n'affecte pas les consonnes t et d.
La table ci-dessous exemplifie l'article défini sur les noms  úll (m) pomme, doras (m) porte, solas (m) lumière; eaglais (f) église, cearc (f) poule et slí (f) chemin :
| Article   | Singulier                           | Singulier                          | Pluriel                                                        |
| Article   | Masculin                            | Féminin                            | Pluriel                                                        |
| --------- | ----------------------------------- | ---------------------------------- | -------------------------------------------------------------- |
| Nominatif | an t-úll an doras an solas          | an eaglais an chearc an tslí       | na húlla na doirse na soilse na heaglaisí na cearca na slite   |
| Datif I   | san úll sa doras don solas          | den eaglais don chearc sa tslí     | na húlla na doirse na soilse na heaglaisí na cearca na slite   |
| Datif II  | leis an úll chuig an doras ón solas | ón eaglais faoin gcearc ar an tslí | na húlla na doirse na soilse na heaglaisí na cearca na slite   |
| Génitif   | an úill an dorais an tsolais        | na heaglaise na circe na slí       | na n-úll na ndoirse na soilse na n-eaglaisí na gcearc na slite |

### Variations dialectales
La table ci-dessus montre les mutations en irlandais standard – en dialecte d'Ulaid, toutes les prépositions déclenchent la lénition avec l'article (comme ce qui se passe avec don, den et sa dans le standard). En dialecte de Connacht, sa cause l'éclipse, pas la lénition.

## Adjectifs
Les adjectifs peuvent être utilisés de deux manières : prédicative ou attributive.
Les adjectifs prédicatifs sont introduits par le verbe bí, et ils sont toujours invariables en genre ou en nombre : 
- Tá an cat beag. Le chat est petit.
- Tá an chearc beag. La poule est petite.
- Tá na cait beag. Les chats sont petits.

Certains adjectifs prédicatifs sont précédés de la préposition go : c'est en général le cas des adjectifs exprimant une opinion subjective ou un jugement de valeur. Cette préposition sert également à transformer un adjectif en adverbe :
- Tá sé go dona. C'est mauvais.
- Tá sé go hálainn. C'est magnifique.

À l'inverse, les adjectifs attributifs s'accordent en genre, nombre et cas. {A quelques rares exceptions près, ils sont toujours placés après leur nom :
- An cat beag. Le petit chat.
- An chearc bheag. La petite poule.
- Na cait bheaga. Les petits chats.
- Teach na circe bige. La maison de la petite poule. (génitif singulier)

### Mutations
Les adjectifs subissent une lénition en fonction du genre, du cas et parfois de la terminaison du nom qu'ils qualifient : il est à noter que cette lénition est grammaticalisée, et intervient également sur les adjectifs séparés du noms par d'autres mots :
La lénition a lieu dans les cas suivants :
- Nominatif/vocatif/datif singulier féminin
- Vocatif/génitif singulier masculin
- Datif singulier masculin : seulement lorsque le nom lui-même subit la mutation de l'article défini au datif (après sa(n), don, den)
- Nominatif/datif pluriel : seulement lorsque le nom se termine par une consonne fine.

Dans les autres cas, aucune mutation n'est présente.
|           | Singulier | Singulier | Pluriel |
| Cas       | Masculin  | Féminin   | Pluriel |
| --------- | --------- | --------- | ------- |
| Nominatif |           | L         | L2      |
| Datif     | L1        | L         | L2      |
| Vocatif   | L         | L         |         |
| Génitif   | L         |           |         |

1. Quand le nom est précédé d'un article défini provoquant une lénition.
2. Quand le nom finit en une consonne.
Les adjectifs sont classifiés en trois types, en fonction de leur terminaison et du type d'inflexion qui en découle :

### Déclinaison 1-2
Les adjectifs finissant en une consonne large se décline comme un nom de première déclinaison lorsqu'ils qualifient un nom masculin, et de deuxième déclinaison pour un nom féminin, à l'instar des adjectifs latins. Ils forment leur pluriel en -a ou -e, et perdent cette terminaison au génitif pluriel si et seulement si le nom prend une forme distincte du nominatif (puriel faible).
|           | Singulier | Singulier | Pluriel   | Pluriel   |
| Cas       | Masculin  | Féminin   | Fort      | Faible    |
| --------- | --------- | --------- | --------- | --------- |
| Nominatif | dearg     | dhearg    | d(h)earga | d(h)earga |
| Datif     | d(h)earg  | dhearg    | d(h)earga | d(h)earga |
| Vocatif   | dheirg    | dhearg    | dearga    | dearga    |
| Génitif   | dheirg    | deirge    | dearga    | dearg     |

Le tableau ci-dessous présente la déclinaison d'un adjectif en -ach : ce suffixe forme une grande quantité d'adjectifs notamment des gentilés (Frainc > Francach "français", Éire > Éireannach "irlandais" etc.).
Quelques irrégularités sont à relever, du fait de la consonne vélaire ch qui se palatalise en gh dans ses adjectifs :
|           | Singulier   | Singulier | Pluriel      | Pluriel      |
| Cas       | Masculin    | Féminin   | Fort         | Faible       |
| --------- | ----------- | --------- | ------------ | ------------ |
| Nominatif | Sasanach    | Shasanach | S(h)asanacha | S(h)asanacha |
| Datif     | S(h)asanach | Shasanach | S(h)asanacha | S(h)asanacha |
| Vocatif   | Shasanaigh  | Shasanach | Sasanacha    | Sasanacha    |
| Génitif   | Shasanaigh  | Sasanaí   | Sasanacha    | Sasanach     |

### Déclinaison 3-4
Les adjectifs de ce type finissent en une consonne fine : ils se déclinent comme un nom de 4e déclinaison devant un nom masculin, et de 3e déclinaison devant un nom féminin.
Au génitif féminin singulier et au pluriel, la consonne finale devient longue et le suffixe -a est ajouté.
Les adjectifs créés avec le suffixe -úil forment la plus grande partie de ce groupe.
|           | Singulier    | Singulier  | Pluriel      | Pluriel      |
| Cas       | Masculin     | Féminin    | Fort         | Faible       |
| --------- | ------------ | ---------- | ------------ | ------------ |
| Nominatif | cairdiúil    | chairdiúil | c(h)airdiúla | c(h)airdiúla |
| Datif     | c(h)airdiúil | chairdiúil | c(h)airdiúla | c(h)airdiúla |
| Vocatif   | chairdiúil   | chairdiúil | cairdiúla    | cairdiúla    |
| Génitif   | chairdiúil   | cairdiúla  | cairdiúla    | cairdiúil    |

### Adjectifs invariables
Le troisième type regroupe les adjectifs finissant par une voyelle : la terminaison de ces adjectifs ne change pas, mais leur consonne initiale reste soumise à la lénition là où elle s'applique.
|           | Singulier | Singulier | Pluriel | Pluriel |
| Cas       | Masculin  | Féminin   | Fort    | Faible  |
| --------- | --------- | --------- | ------- | ------- |
| Nominatif | crua      | chrua     | c(h)rua | c(h)rua |
| Datif     | c(h)rua   | chrua     | c(h)rua | c(h)rua |
| Vocatif   | chrua     | chrua     | crua    | crua    |
| Génitif   | chrua     | crua      | crua    | crua    |

Les adjectifs de ce type commençant par une voyelle ou une consonne immune à lénition sont totalement invariables, comme náisiúnta (national).

## Pronoms

### Pronoms personnels
Les pronoms personnels irlandais se déclinent différemment des noms : ils existent sous forme conjonctive ou disjonctive, et ont également des adjectifs possessifs associés.

#### Forme disjonctive
La forme disjonctive est utilisée dans la plupart des cas, sauf en tant que sujet d'un verbe, à savoir :
- En tant qu'objet direct d'un verbe :
  - Feicim sibh. : Je vous vois.
- En tant que sujet d'une copule :
  - Is páistí iad. : Ce sont des enfants.
- En tant qu'objet de certaines prépositions gouvernant le nominatif :
  - gan tú : sans toi
  - idir tú agus mé : entre toi et moi
- De manière isolée ou disloquée :
  - Mise a dúirt é seo : C'est moi qui ai dit ça.

| Personne      | Personne      | simple    | emphatique   |
| ------------- | ------------- | --------- | ------------ |
| 1er singulier | 1er singulier | mé        | mise         |
| 2e singulier  | 2e singulier  | tú, thú   | tusa, thusa  |
| 3e singulier  | Masculin      | é         | ésean        |
| 3e singulier  | Féminin       | í         | íse          |
| 3e singulier  | Neutre*       | ea        | -            |
| 1er pluriel   | 1er pluriel   | sinn muid | sinne muidne |
| 2e pluriel    | 2e pluriel    | sibh      | sibhse       |
| 3e pluriel    | 3e pluriel    | iad       | iadsan       |

#### Forme conjonctive
La forme conjonctive est utilisée uniquement en tant que sujet du verbe :
- Chuala mé é. Je l'ai entendu.
- Chonaic sé agus sí sibh. Lui et elle vous ont vus.

Le sujet du verbe, en revanche, n'est pas systématiquement exprimé par un pronom conjonctif : il peut dans certains cas être indiqué par la terminaison du verbe, auquel cas la forme conjonctive ne peut pas être rajoutée (voir section verbes ci-après) :
- Táimid ag ithe. Nous sommes en train de manger.

| Personne      | Personne      | simple    | emphatique   |
| ------------- | ------------- | --------- | ------------ |
| 1er singulier | 1er singulier | mé        | mise         |
| 2e singulier  | 2e singulier  | tú        | tusa         |
| 3e singulier  | Masculin      | sé        | sésean       |
| 3e singulier  | Féminin       | sí        | síse         |
| 1er pluriel   | 1er pluriel   | sinn muid | sinne muidne |
| 2e pluriel    | 2e pluriel    | sibh      | sibhse       |
| 3e pluriel    | 3e pluriel    | siad      | siadsan      |

#### Adjectif possessif
La possession d'un nom par un pronom est exprimée de manière similaire au français, par un adjectif possessif invariable placé juste avant le nom, remplaçant l'article défini et imposant une mutation :
| Singulier | Personne         | 1er mon, ma, mes                                                      | 2e ton, ta, tes                                                             | 3e masc. son, sa, ses                                        | 3e fem. son, sa, ses                                         |
| --------- | ---------------- | --------------------------------------------------------------------- | --------------------------------------------------------------------------- | ------------------------------------------------------------ | ------------------------------------------------------------ |
| Singulier | Forme            | moL, m'                                                               | doL, d'                                                                     | aL                                                           | aH                                                           |
| Singulier | teach athair fón | mo theach /mə ˈhax/ m'athair /ˈmahəɾʲ/ m'fhón /moːn/                  | do theach /də ˈhax/ d'athair /ˈdahəɾʲ/ d'fhón /doːn/                        | a theach /ə ˈhax/ a athair /ˈahəɾʲ/ a fhón /(ə)'oːn/         | a teach /ə ˈtʲax/ a hathair /ə ˈhahəɾʲ/ a fón /ə 'fˠoːn/     |
| Pluriel   | Personne         | 1er notre, nos                                                        | 2e votre, vos                                                               | 3e leur, leurs                                               | 3e leur, leurs                                               |
| Pluriel   | Forme            | árE                                                                   | bhurE                                                                       | aE                                                           | aE                                                           |
| Pluriel   | teach athair fón | ár dteach /ɑɾˠ 'dʲax/ ár n-athair /ɑɾˠ 'nahəɾʲ/ ár bhfón /ɑɾˠ 'vˠoːn/ | bhur dteach /uɾˠ ˈdʲax/ bhur n-athair /uɾˠ ˈnahəɾʲ/ bhur bhfón /uɾˠ 'vˠoːn/ | a dteach /ə ˈdʲax/ a n-athair /ə ˈnahəɾʲ/ a bhfón /ə 'vˠoːn/ | a dteach /ə ˈdʲax/ a n-athair /ə ˈnahəɾʲ/ a bhfón /ə 'vˠoːn/ |

#### Suffixe emphatique
Le suffixe emphatique permet d'appuyer sur un pronom personnel, ce que l'ont peut généralement exprimer par un pronom disloqué redondant en français.
Chaque pronom a son propre suffixe personnel qui vient en deux variantes : l'une est utilisée devant un son large (voyelle postérieure ou consonne non palatale), et l'autre devant un son fin (voyelle antérieure ou consonne palatale) :
| Personne | Singulier | Singulier | Singulier | Singulier | Pluriel | Pluriel | Pluriel |
| Personne | 1re       | 2e        | 3e masc.  | 1re fém.  | 1re     | 2e      | 3e      |
| -------- | --------- | --------- | --------- | --------- | ------- | ------- | ------- |
| Large    | -sa       | -sa       | -san      | -sa       | -na     | -sa     | -san    |
| Fin      | -se       | -se       | -sean     | -se       | -ne     | -se     | -sean   |

Ce suffixe est un élément clitique qui est attaché à la fin du groupe de mots contenant le pronom. Il s'y attache sans espace, mais avec un tiret lorsque la consonne qui le précède est identique à la première consonne du suffixe. le mot ou groupe de mots en question peut être :
- une forme synthétique de verbe (voir section verbes) :
Tuigimse - Je comprends bien.
D'íosfaidís-sean - Eux ils mangeraient.
- un groupe nominal dont le pronom est le possesseur; le suffixe se place alors après le dernier adjectif:
Ár mbialann-na - Notre restaurant à nous
A cóta maithse - Son manteau à elle
Do bhean chéilese - Ta femme à toi
- un pronom en tant que tel. La concaténation d'un pronom et d'un suffixe emphatique est légèrement irrégulière, les formes résultantes sont citées plus haut.
Mise - moi
Tusa - toi
- une préposition. Les suffixes emphatiques sont très courants après une préposition. Le suffixe -ne de la première personne du pluriel s'écrit différemment : au lieu de s'écrire avec un tiret à la suite d'un n, il se contracte avec la terminaison -inn de la préposition pour donner -inne.
Libh - avec vous, à vous
Libhse - avec vous, à vous
As - de lui
As-san - de lui
Dúinn - pour nous
Dúinne - pour nous
À noter que l'exception orthographique s'applique aux prépositions simples uniquement, et pas aux prépositions composées prenant un pronom possessif :
Os ár gcionn - au-dessus de nous
Os ár gcionn-na - au-dessus de nous

### Pronoms relatifs et interrogatifs
Les

#### Pronoms relatifs
L'irlandais distingue trois grands types de propositions relatives, que l'on peut appeler relatives directes, relatives indirectes, et subordonnées.
- On parle de proposition relative directe lorsque le pronom relatif est le sujet ou l'objet direct de la proposition, donc lorsqu'il a un rôle nominatif.

- Tá aithne agam ar an bhfear atá ina chónaí ann.
Je connais l'homme qui habite là.

- Tá an fear a chonaic tú ina chónaí ann.
L'homme que tu as vu habite là.

- On parle de proposition relative indirecte lorsque le pronom relatif remplace l'objet d'une préposition ou le possesseur d'un nom, donc lorsqu'il a un rôle génitif ou datif.

- Tá aithne agam ar an bhfear a bhfuil a mhac ina chónaí ann.
Je connais l'homme dont le fils habite là.

- Is é an ceann a smaoiním air.
C'est celui auquel je pense.

- Enfin, on parle de proposition subordonnée lorsque cette dernière est connectée à la principale par une conjonction de subordination, sans qu'il n'y ait de pronom relatif.

- Deirtear go bhfuil sé ina chónaí ann.
On dit qu'il habite là.

##### Morphologie
Les pronoms relatifs et les conjonctions de coordination sont des mots atones et monosyllabiques qui précèdent toujours immédiatement le verbe de la proposition qu'il introduit ; cependant, leur interaction avec le verbe est notoirement complexe.
La forme de du pronom ou de la conjonction dépend non seulement du type de proposition subordonnée, mais elle incorpore aussi la négation du verbe (se substituant aux particules de négation des propositions principales), et change également de forme en fonction du temps du verbe.
Le verbe lui-même est également affecté. Un petit groupe de verbes irréguliers ont deux conjugaisons à certains temps : l'une dite indépendante, qui est utilisée dans les propositions principales affirmatives et les relatives directes, et l'autre dite dépendante, utilisée dans la propositions principales après les particules interrogative an et négative ní, ainsi que dans les propositions relatives indirectes et subordonnées.
Cela est illustré dans les exemples ci-dessus, où les formes atá et bhfuil découlent respectivement du présent indépendant et dépendant du verbe bí.
Les tableaux ci-dessous présentent les listes des pronoms relatifs et conjonctions de subordination.
La case coloriée en cyan indique le cas où la forme indépendante du verbe est utilisée, et les cases en jaune indique les cas où la forme dépendante est utilisée. Cette distinction ne s'applique pas au passé, car toutes les formes dépendantes du prétérit utilisent les conjonctions du non-passé au lieu de celles du passé (voir section verbes).
| Temps     | Type        | Affirmatif | Négatif |
| --------- | ----------- | ---------- | ------- |
| Non-passé | Direct      | aL         | nachE   |
| Non-passé | Indirect    | aE         | nachE   |
| Non-passé | Subordonnée | goE        | nachE   |
| Passé     | Direct      | aL         | nárL    |
| Passé     | Indirect    | arL        | nárL    |
| Passé     | Subordonnée | gurL       | nárL    |

Le pronom affirmatif direct a provoque la lénition de la racine verbale, mais laisse inchangé le marqueur d' du passé. Les autres pronoms et conjonctions du passé suppriment cette particule : 
- An páiste a d’ith úll. L'enfant qui a mangé une pomme.
- An bhean ar ith a páiste úll. La femme dont l'enfant a mangé une pomme.
- Dúradh liom nár ith an páiste úll. On m'a dit que l'enfant n'a pas mangé de pomme.

## Prépositions
Les prépositions irlandaises ont la particularité, à l'instar des autres langues celtes, de se contracter avec les pronoms personnels pour former des pronoms prépositionnels. Par exemple, la préposition le « avec » prend la forme liom pour signifier « avec moi » en un seul mot. Presque toutes les prépositions simples admettent de telles formes, et leur formation présente parfois des irrégularités.
La forme de la 3e personne du singulier masculin est de loin la plus irrégulière.

Les formes de la 1re et 2e personne sont les plus régulières et sont construites à partir d'une même racine à laquelle sont ajoutés les terminaisons -m, -t, -inn et -ibh.

Les formes de la 3e personne du singulier féminin et de la 3e personne du pluriel sont construites sur une même racine avec les terminaison -i et -u respectivement : dans certains cas, cette racine est renforcée d'un th devant la terminaison, qui devient t devant une consonne dorsale et p devant une consonne labiale (eg. roimh « devant, avant » > roimpi « devant, avant elle »).

Dans certains dialectes du Connacht, la terminiaison -u de la 3e personne du pluriel se prononce /əbˠ/ avec un son b non écrit.
| Préposition | Traduction | Singulier | Singulier | Singulier | Singulier | Pluriel  | Pluriel  | Pluriel  |
| Préposition | Traduction | 1re       | 2e        | 3e m.     | 3e f.     | 1re      | 2e       | 3e       |
| ----------- | ---------- | --------- | --------- | --------- | --------- | -------- | -------- | -------- |
| ag          | à, par     | agam      | agat      | aige      | aici      | againn   | agaibh   | acu      |
| ar          | sur        | orm       | ort       | air       | uirthi    | orainn   | oraibh   | orthu    |
| as          | de         | asam      | asat      | as        | aisti     | asainn   | asaibh   | astu     |
| chuig/chun  | vers       | chugam    | chugat    | chuige    | chuici    | chugainn | chugaibh | chucu    |
| de          | de         | díom      | díot      | de        | di        | dínn     | díbh     | díobh    |
| do          | à, pour    | dom       | duit      | dó        | di        | dúinn    | daoibh   | dóibh    |
| faoi        | sous       | fúm       | fút       | faoi      | fúithi    | fúinn    | fúibh    | fúthu    |
| i           | dans, en   | ionam     | ionat     | ann       | inti      | ionainn  | ionaibh  | iontu    |
| idir        | entre      | —         | —         | —         | —         | eadrainn | eadraibh | eatarthu |
| le          | avec, à    | liom      | leat      | leis      | léi       | linn     | libh     | leo      |
| ó           | depuis     | uaim      | uait      | uaidh     | uaithi    | uainn    | uaibh    | uathu    |
| roimh       | devant     | romham    | romhat    | roimhe    | roimpi    | romhainn | romhaibh | rompu    |
| thar        | au-delà de | tharam    | tharat    | thairis   | thairsti  | tharainn | tharaibh | tharstu  |
| trí         | à travers  | tríom     | tríot     | tríd      | tríthi    | trínn    | tríbh    | tríothu  |
| um          | autour de  | umam      | umat      | uime      | uimpi     | umainn   | umaibh   | umpu     |

De plus, certaines prépositions ont des formes spéciales ou subissent des contractions devant l'article défini an/na, devant les adjectifs possessifs a (son, leur) et ár (notre), et devant les pronoms relatifs indirects a et ar .
Dans la langue standard, ces prépositions sont les suivantes :
| Préposition   | Devant article | Devant article | Devant possessif | Devant possessif | Devant pronom relatif | Devant pronom relatif |
| Préposition   | an             | na             | a                | ár               | a                     | ar                    |
| ------------- | -------------- | -------------- | ---------------- | ---------------- | --------------------- | --------------------- |
| le « avec »   | leis an        | leis na        | lena             | lenár            | lena                  | lenar                 |
| i « dans »    | sa, san1       | sna            | ina              | inár             | ina                   | inar                  |
| trí « par »   | tríd an        | trí na         | trína            | trínár           | trína                 | trínar                |
| de « de »     | den            | de na          | dá               | dár              | dá                    | dár                   |
| do « pour »   | don            | do na          | dá               | dár              | dá                    | dár                   |
| ó « de »      | ón             | ó na           | óna              | ónár             | óna                   | ónar                  |
| faoi « sous » | faoin          | faoi na        | faoina           | faoinár          | faoina                | faoinar               |

1. devant une voyelle ou fh-

## Verbes
Comme la plupart des langues indo-européennes, les verbes irlandais se fléchissent afin d'indiquer le temps, le mode et dans une certaine mesure le sujet.
La forme du dictionnaire d'un verbe irlandais est la deuxième personne du singulier de l'impératif (exemples : ith « mange ! », bí « sois ! » etc.). Cette forme coïncide dans la plupart des cas avec la racine du verbe : c'est à partir de cette racine que sont régulièrement déduites les autres formes verbales, principalement par suffixation et dans certains cas par modification du son initial de la racine (par mutation et/ou préfixation).

### Temps et modes simples
Les verbes réguliers ont 8 temps et modes simples qui sont indiqués par flexion du verbe sans avoir recours à d'autres éléments comme un auxiliaire. On trouve parmi eux 4 temps de l'indicatif (présent simple, prétérit, imparfait et futur), un du conditionnel, deux du subjonctif (présent et imparfait), et un de l'impératif.
Ces temps et modes ainsi que leur usage générique sont détaillés ci-dessous :

#### Présent simple
Le présent simple exprime généralement une action habituelle, à l'instar du présent simple en anglais :
Itheann sé iasc. Il mange du poisson. (régulièrement : pas forcément maintenant)
Pour exprimer le fait que l'action se déroule au moment précis du discours, l'aspect progressif formé sur l'auxiliaire bí est utilisé, également de manière similaire à l'anglais. Cependant, les verbes d'état (voir, penser, croire...) peuvent aussi exprimer le présent actuel par l'utilisation du présent simple.

#### Prétérit
Le prétérit indique une action accomplie. Son usage correspond presque exactement au passé composé du français.
D'ith sé iasc. Il a mangé du poisson.
Rith mé leis aréir. J'ai couru avec lui hier.

#### Imparfait
L'imparfait, aussi appelé passé habituel, décrit des évènements qui ont eu lieu de manière répétée ou qui étaient continuellement vrais sur une période temporelle importante, contrairement au prétérit qui indique une action un groupe bien délimité d'actions qui se sont produites à un moment spécifique :
D’óladh sé fíon dearg. Avant, il buvait du vin rouge.
Son usage est plus restreint que l'imparfait français, et se rapproche beaucoup de l'anglais used to. Il n'est pas utilisé pour exprimer une action secondaire qui était en cours lorsque l'évènement principal du discours a lieu, ou une action qui s'est déroulé sur une période relativement courte : pour cela, l'aspect progressif formé du prétérit de bí et du nom verbal du verbe est utilisée.

#### Subjonctif présent
Le subjonctif présent apparaît dans les propositions subordonnées exprimant un souhait, un doute ou une condition. Il est également utilisé par lui-même dans des expressions volitives.
Il est toujours précédé de la conjonction goE, dont la négation est nárL (ná devant raibh, le subjonctif du verbe bí).
Dúirt sé linn fanacht go dtaga sé ar ais.
 Il nous a dit d'attendre qu'il revienne.
Ce temps est peu utilisé en irlandais moderne : il est essentiellement limité à des expressions volitives figées telles que les suivantes :
Go n-éirí an bóthar leat!
 Bon voyage ! (lit. « Que la route réussisse pour toi ! »)
Go raibh maith agat!
 Merci ! (lit. « Que tu aies le bien ! »)
Dans la langue parlée, le futur est fréquemment employé à la place du subjonctif dans ce type de structure en dehors des expressions figées :
Dúirt sé linn fanacht go dtiocfadh sé ar ais.
 Il nous a dit d'attendre qu'il revienne (lit. qu'il reviendra).
Go bhfaighidh sé síocháin!
Qu'il puisse trouver la paix ! (lit. Qu'il trouvera la paix !)

#### Subjonctif imparfait
L'imparfait du subjonctif exprime une condition hypothétique (si j'avais su, s'il faisait beau...). Il est utilisé uniquement après la particule dá (si) et son équivalent négatif mura (si ... ne). À l'instar du français, la proposition dépendant de la condition est au conditionnel.
L'imparfait du subjonctif est formellement identique à l'imparfait de l'indicatif, excepté pour le verbe bí, qui reprend ses formes du conditionnel plutôt que de l'imparfait.
Dá mbeadh airgead agam, cheannóinn carr.
Si j'avais de l'agent, j'achèterais une voiture.
Mura dtaitneodh an bia liom, ní íosfainn é.
Si la nourriture ne m'avait pas plu, je ne l'aurais pas mangée.

#### Impératif
L'impératif exprime un ordre, une requête ou un conseil : sa forme de base est la deuxième personne du singulier, qui est par définition identique à la racine verbale.
La particule de négation utilisée à l'impératif est náH, contrairement aux autres temps qui utilisent níL ou níorL :
Oscail an bosca! Ouvre la boîte !
Ná hoscail an bosca! N'ouvre pas la boîte !
L'impératif a également une forme de la 1re personne du singulier et une forme impersonnelle : ces formes sont toujours identiques au présent de l'indicatif, à l'exception du verbe irrégulier abair (dire). Elles ont la particularité de n'être utilisées qu'à la négation, là où la particule impérative náH permet de distinguer de la particule níL du présent :
Ní chloisim. Je n'entends pas.
Ná cloisim sin arís! Que je n'entende plus ça !

### Formes verbales

#### Formes synthétiques et analytiques
Une forme conjuguée d'un verbe peut être de deux types :
- les formes synthétiques, qui indiquent explicitement le sujet en plus d'indiquer le temps et le mode :
  - Beirim « je porte » est une forme synthétique, car le verbe et le sujet sont exprimés en un seul mot.
- les formes analytiques, qui indiquent uniquement le temps et le mode.
  - Beireann tú « tu portes » est une forme analytique, car un mot séparé est utilisé pour le verbe et pour le sujet.

Les formes synthétiques ne peuvent pas être accompagnées d'un sujet, tandis que les formes analytiques doivent généralement l'être.
Un verbe a une seule forme analytique pour chacun de ses temps, qui est utilisée pour tous les pronoms sujets n'ayant pas de forme synthétique. La forme analytique est également utilisée lorsque le sujet n'est pas un pronom, c'est-à-dire lorsqu'il s'agit d'un groupe nominal ou d'une liste de pronoms sujets (comme tú agus mé).
Les formes synthétiques se comportent pratiquement comme la contraction d'une forme analytique et d'un pronom sujet, et peuvent en avoir l'apparence superficielle : leurs terminaisons ont cependant une étymologie distincte de celle des pronoms.
Les formes synthétiques utilisées varient d'un dialecte à un autre : elles sont généralement plus nombreuses au sud (eg. Munster) et moins nombreuses au nord (eg. Ulster). Cet article se concentre sur les formes verbales utilisées dans la langue standard.

#### Forme impersonnelle
La forme impersonnelle, aussi appelée forme autonome, est une forme verbale existant à chaque temps. Elle se caractérise par l'absence de tout sujet explicite, décrivant l'action en tant que telle sans préciser qui en est à l'origine.

Son usage est équivalent au « on » impersonnel utilisé en français : il s'agit d'une voix médiopassive, à distinguer de la voix passive proprement dite qui existe également et suit une syntaxe différente :
Labhairtear Gaeilge in Éirinn.
 On parle irlandais en Irlande. / L'irlandais est parlé en Irlande.
Táthar ag magadh fút.
 On se moque de toi / Les gens se moquent de toi.

#### Forme relative
Les formes analytiques du présent simple et du futur ont une terminaison alternative dans une proposition relative directe : cette forme s'appelle la forme relative.
Au présent, elle remplace la terminaison -nn par -s, excepté pour tá dont la forme relative directe est atá dans tous les dialectes. Elle existe néanmoins pour le présent habituel bíonn du verbe bí :
Níonn an cailín an t-éadach. (indépendant)
la fille lave les vêtements.
an cailín a níos an t-éadach (relatif direct)
la fille qui lave les vêtements
Éadach dubh a bhíos i gcónaí uirthi.
Elle porte toujours des vêtements noirs. (lit. « [ce sont] des vêtements noirs qui sont toujours sur elle. »
Au futur, elle remplace la terminaison -idh/-dh par -as/-os :
Feicfidh mé amárach é.
Je le verrai demain.
an chéad uair eile a fheicfeas mé é
La prochaine fois que je le verrai
Ces formes sont optionnelles dans la langue standard, et surtout utilisées dans les dialectes d'Ulster et de Connacht. Dans certains parlers du Connacht, une terminaison hybride -nns est utilisée au présent relatif.

### Nom verbal
Le nom verbal est un nom qui signifie l'action faite par le verbe : 
an obair (le travail), nom verbal de oibrigh (travailler)
an teacht (la venue, l'arrivée), nom verbal de tar (venir, arriver)
an codladh (le sommeil, l'état endormi), nom verbal de codail (dormir)
an ghabháil (la prise), nom verbal de gabh (prendre).
En français, il n'existe pas de nom verbal bien défini associé à chaque verbe, mais en irlandais tous les verbes ont un nom verbal clairement identifié : celui-ci joue un rôle essentiel dans la création des formes non finies du verbe, comme par exemple l'infinitif.
Un nom verbal peut être masculin comme féminin, bien que le masculin soit beaucoup plus fréquent : le genre dépend de la manière dont il est dérivé du verbe.
Le lien entre un verbe et son nom verbal n'est pas trivial : il existe un certain nombre de suffixes dont les plus communs sont :
-adh (m) (ceap >ceapadh, courant parmi les verbes de première conjugaison finissant en consonne),
-ú  (m) (tosaigh > tosú, très fréquent chez les verbes de deuxième conjugaison en -(a)igh),
-áil (f) (teastaigh > teastáil, également le nom verbal de tous les verbes formés par le suffixe -áil),
-t (f) (oscail > oscailt, courant pour les verbes finissant en -ir, -il, -in)
-amh (m) (léigh > léamh),
ou encore la racine verbale sans suffixe (díol > díol). D'autres suffixes moins courants existent.
Les verbes irréguliers téigh (aller) et abair (dire) ont les noms verbaux supplétifs dul (m) et rá (m) respectivement.

#### Gérondif
Le gérondif est un usage très courant du nom verbal : il sert à indiquer une action continue, et est utilisé le plus souvent après l'auxiliaire bí. Il est caractérisé par l'usage de la préposition ag devant le nom verbal, qui se prononce /əg/ devant une voyelle et /ə/ devant une consonne :
Tá mé ag teacht abhaile.
Je suis en train de rentrer à la maison.
Bhí sé ag cur báistí.
Il pleuvait.
L'objet direct d'un gérondif est traditionnellement mis au génitif, mais dans la langue parlée le nominatif peut être rencontré pour les objets indéfinis (sans article défini).
De même lorsque l'objet direct est un pronom personnel, celui-ci est représenté par un pronom possessif précédé cette fois de la préposition do au lieu de ag : à la troisième personne, cette préposition et le possessif se contractent de manière irrégulière en á :
| Personne  | Forme    | Exemple        | Traduction                 |
| --------- | -------- | -------------- | -------------------------- |
| 1re sing. | do moL   | do mo mholadh  | En train de me féliciter   |
| 2e sing.  | do doL   | do do mholadh  | En train de te féliciter   |
| 3e s. m.  | áL       | á mholadh      | En train de le féliciter   |
| 3e s. f.  | áH       | á moladh       | En train de la féliciter   |
| 1re plur. | dárE     | dár moladh     | En train de nous féliciter |
| 2e plur.  | do bhurE | do bhur moladh | En train de vous féliciter |
| 3e plur.  | áE       | á moladh       | En train de les féliciter  |

#### Gérondif médiopassif
Le gérondif est couramment utilisé sous forme médiopassive à l'aide d'un pronom objet réfléchi : il indique alors que le sujet subit l'action, et l'agent peut optionnellement être exlpicité par la préposition ag.
Tá an teach á thógáil.
La maison est en train d'être construite. (lit. « La maison est à sa construction »)
Tá an teach á thógáil agam.
La maison est en train d'être construite par moi.
Cette construction peut être utilisée avec un sens actif : ainsi, la deuxième phrase peut tout aussi bien se traduire par « Je suis en train de construire la maison ».
Lorsqu'il n'y a pas d'agent explicite, la phrase peut être ambiguë car l'objet peut ne pas être la même personne que le sujet :
Tá sé á ghortú.
Il est en train de se blesser ou Il est en train de le blesser.

#### Infinitif
L'infinitif est le deuxième cas d'usage majeur du nom verbal. Sa fonction est très similaire à l'infinitif français.
Il s'exprime par l'utilisation du nom verbal sans préposition, et s'utilise généralement en tant que complément d'un autre verbe :
Ba mhaith liom ithe.
J'aimerais manger.
An bhfuil tú ag iarraidh breathnú ar an teilifís?
As-tu envie de regarder la télé ?
La négation de l'infinitif est exprimée par la préposition gan.
Lorsque le nom verbal a un objet direct, celui-ci est placé au nominatif devant le nom verbal, séparé par la particule a qui provoque la lénition du nom verbal. Les objets prépositionnels et les adverbes se placent dans tous les cas après le nom verbal.
Ba mhaith liom é a fhéiceáil.
J'aimerais le voir.
Tá sé deacair teanga nua a fhoghlaim.
Il est difficile d'apprendre une nouvelle langue.
Pour les verbes intransitifs, le sujet du nom verbal peut également être placé avant le verbe suivant la même syntaxe, servant à indiquer que le sujet du nom verbal et de la proposition principale sont différents. Ce cas d'usage n'est pas traduisible par un infinitif en français, mais en général par un subjonctif :
Ba mhaith liom iad a theacht.
J'aimerais bien qu'ils viennent.
L'infinitif du verbe bí est a bheith, qui est toujours précédé de la particule a même sans sujet le précédant :
A bheith nó gan a bheith
Être ou ne pas être
Certains dialectes permettent d'expliciter à la fois le sujet et l'objet direct d'un nom verbal, avec une variation régionale sur la syntaxe. Les dialectes de l'Ulster positionnent le sujet puis l'objet devant la particule a :
| i nidiaidh                            | tú  | do dhícheall | a dhéanamh |
| après                                 | toi | ton mieux    | faire      |
| « après que tu as fait de ton mieux » |     |              |            |

Les dialectes du Munster antéposent uniquement le sujet, et placent l'objet direct devant le verbe :
| Ní thaithneann leat                                 | mé  | a thabhairt | namhaid | uirthi.   |
| ça ne te plaît pas                                  | moi | donner      | ennemi  | sur elle. |
| « Tu n'aimes pas que je la considère une ennemie. » |     |             |         |           |

Ces formes sont confinées à des régions spécifiques et ne sont généralement pas considérées comme standard. la plupart des locuteurs utiliseraient une autre syntaxe, par exemple en utilisant un verbe conjugué au futur ou au conditionnel :
| Ní thaitnaíonn leat                                 | go dtabharfainn  | namhaid | uirthi.   |
| ça ne te plaît pas                                  | que je donnerais | ennemi  | sur elle. |
| « Tu n'aimes pas que je la considère une ennemie. » |                  |         |           |

### Participe passé
Le participe passé est un adjectif décrivant un nom ayant subi l'action d'un verbe transitif. Il est de formation et d'usage similaires au participe passé du français, sauf qu'il n'est pas utilisé pour former des temps composés.
Tá an obair déanta. Le travail est fait.
Le participe passé est formé par un suffixe -tha/-the, qui supprime le -gh des verbes en -igh, devient -ta/-te devant les consonnes n, l et r et absorbe un bh et un mh le précédant pour donner -fa/-fe :
déan > déanta (faire > fait)
oibrigh > oibrithe (travailler > travaillé)
snámh > snáfa (nager > nagé)

### Conjugaison régulière
Il existe deux types de conjugaison régulière : la première conjugaison (de type tuig) qui comprend la plupart des racines monosyllabiques ainsi que les verbes formés par le suffixe -áil, et la deuxième conjugaison (de type imir) principalement composée de verbes à racine polysyllabique.
Onze verbes son considérés comme irréguliers et n'appartiennent pas à ces conjugaisons.

#### Première conjugaison
La première conjugaison est caractérisée entre autres par une terminaison du présent analytique prononcée /ən̪ˠ/, orthographiée -ann ou -eann selon la nature du dernier son de la racine.
Les verbes formés par le suffixe -áil et d'autres verbes polysyllabiques finissant en une consonne fine remplacent cette consonne par sa forme longue devant une désinence verbale, excepté celles commençant en -t- (formes impersonnelles et participe passé) :
- sábháil (sauver) > sábhálaim , sábhálann tú... (je sauve, tu sauves...), sábháiltear (on sauve), sábháilte (sauvé).

| Temps/mode   | Temps/mode   | Mutation initiale | Formes synthétiques | Formes synthétiques | Formes synthétiques | Formes synthétiques | Formes synthétiques | Forme analytique | Impersonnel  |
| Temps/mode   | Temps/mode   | Mutation initiale | 1s (mé)             | 2s (tú)             | 1p (sinn)           | 2p (sibh)           | 3p (iad)            | Forme analytique | Impersonnel  |
| ------------ | ------------ | ----------------- | ------------------- | ------------------- | ------------------- | ------------------- | ------------------- | ---------------- | ------------ |
| Indicatif    | Présent      | ∅                 | -aim -im            |                     | -aimid -imid        |                     |                     | -ann -eann       | -tar -tear   |
| Indicatif    | Prétérit     | L ou d' L *       |                     |                     | -amar -eamar        |                     |                     | -∅               | -adh1 -eadh1 |
| Indicatif    | Imparfait    | L ou d' L *       | -ainn -inn          | -tá -teá            | -aimis -imis        |                     | -aidís -idís        | -adh -eadh       | -taí -tí     |
| Indicatif    | Futur        | ∅                 |                     |                     | -faimid -fimid      |                     |                     | -faidh -fidh     | -far -fear   |
| Conditionnel | Conditionnel | L ou d' L *       | -fainn -finn        | -fá -feá            | -faimis -fimis      |                     | -faidís -fidís      | -fadh -feadh     | -faí -fí     |
| Subjonctif   | Présent      | go E              |                     |                     | -aimid -imid        |                     |                     | -a -e            | -tar -tear   |
| Subjonctif   | Imparfait    | dá E              | -ainn -inn          | -tá -teá            | -aimis -imis        |                     | -aidís -idís        | -adh -eadh       | -taí -tí     |
| Impératif    | Impératif    | ∅                 | -aim -im            | -∅                  | -aimis -imis        | -aigí -igí          | -aidís -idís        | -adh -eadh       | -tar -tear   |

*Un d' est inséré devant une racine començant en une voyelle ou un fh- ayant subi une lénition. Ce préfixe s'ajoute même lorsque le fh est suivi d'une autre consonne : freagair (répondre) > d'fhreagair mé (j'ai répondu)
1 La forme impersonnelle du prétérit ne subit pas la lénition ou la préfixation d'un d'.
| Temps/mode   | Temps/mode   | Singulier    | Singulier    | Singulier           | Pluriel      | Pluriel           | Pluriel        | Impersonnel  |
| Temps/mode   | Temps/mode   | 1er          | 2e           | 3e                  | 1er          | 2e                | 3e             | -            |
| ------------ | ------------ | ------------ | ------------ | ------------------- | ------------ | ----------------- | -------------- | ------------ |
| Indicatif    | Présent      | tuigim       | tuigeann tú  | tuigeann sí, sé     | tuigimid     | tuigeann sibh     | tuigeann siad  | tuigtear     |
| Indicatif    | Prétérit     | thuig mé     | thuig tú     | thuig sí, sé        | thuigeamar   | thuig sibh        | thuig siad     | tuigeadh     |
| Indicatif    | Imparfait    | thuiginn     | thuigteá     | thuigeadh sí, sé    | thuigimis    | thuigeadh sibh    | thuigidís      | thuigtí      |
| Indicatif    | Futur        | tuigfidh mé  | tuigfidh tú  | tuigfidh sí, sé     | tuigfimid    | tuigfidh sibh     | tuigfidh siad  | tuigfear     |
| Conditionnel | Conditionnel | thuigfinn    | thuigfeá     | thuigfeadh sí, sé   | thuigfimis   | thuigfeadh sibh   | thuigfidís     | thuigfí      |
| Subjonctif   | Présent      | go dtuige mé | go dtuige tú | go dtuige sí, sé    | go dtuigimid | go dtuige sibh    | go dtuige siad | go dtuigtear |
| Subjonctif   | Imparfait    | dá dtuiginn  | dá dtuigteá  | dá dtuigeadh sí, sé | dá dtuigimis | dá dtuigeadh sibh | dá dtuigidís   | dá dtuigtí   |
| Impératif    | Impératif    | tuigim*      | tuig         | tuigeadh sí, sé     | tuigimis     | tuigigí           | tuigidís       | tuigtear*    |

* utilisés seulement à la forme négative.
Certains verbes de première conjugaison ont un radical finissant en une voyelle : cette voyelle absorbe la voyelle des terminaisons qui ne commence pas en consonne, comme le présent analytique -(e)ann -/ən̪/ qui devient -(o)nn -/n̪/.
Les terminaisons du futur et du conditionnel de la première conjugaison commencent par un -f- pour des raisons historiques : dans la langue moderne cette consonne se prononce comme si elle était orthographiée -th-, à savoir :
- Muette après les consonnes sourdes c, p, t, s, f et th:

fásfaidh ['fˠɑːsˠɪɟ] ~ ['fˠɑːsˠə] ~ ['fˠɑːsˠiː] "grandira"
rithfinn ['ɾˠɪhɪn̪ʲ] "je courrais"
d’fheicfeá [ˈdʲɛcaː] "tu verrais"
- Assourdit les consonnes voisées qui la précèdent g, b, d et bh en /k/, /p/, /t/, /f/ respectivement :

scríobhfadh [ˈʃcɾʲiːfˠuː] ~ [ˈʃcɾʲiːfˠəx] "écrirait"
thuigfidís ['hɪcədʲiːʃ] "ils/elles comprendraient"
- Se prononce /h/ après une autre consonne ou après une voyelle :

dhéanfainn [ˈjeːnˠhən̪ʲ] "je ferais"
glaofaimid [ɡlˠiːhəmʲɪdʲ] "nous appellerons"

#### Deuxième conjugaison
La première conjugaison est caractérisée entre autres par une terminaison du présent analytique prononcée /iːn̪ˠ/, orthographiée -aíonn ou -íonn selon la nature du dernier son de la racine.
La plupart de ces verbes se terminent en -igh : ce suffixe est retiré devant une terminaison verbale : 
ceannaigh (acheter) > ceannaím (j'achète), cheannaigh mé (j'ai acheté).
| Temps/mode   | Temps/mode   | Mutation initiale | Formes synthétiques | Formes synthétiques | Formes synthétiques | Formes synthétiques | Formes synthétiques | Forme analytique | Impersonnel  |
| Temps/mode   | Temps/mode   | Mutation initiale | 1s (mé)             | 2s (tú)             | 1p (sinn)           | 2p (sibh)           | 3p (iad)            | Forme analytique | Impersonnel  |
| ------------ | ------------ | ----------------- | ------------------- | ------------------- | ------------------- | ------------------- | ------------------- | ---------------- | ------------ |
| Indicatif    | Présent      | ∅                 | -ím                 |                     | -ímid               |                     |                     | -íonn            | -ítear       |
| Indicatif    | Prétérit     | L ou d' L *       |                     |                     | -íomar              |                     |                     | -∅               | -íodh1       |
| Indicatif    | Imparfait    | L ou d' L *       | -ínn                | -íteá               | -ímis               |                     | -ídís               | -íodh            | -ítí         |
| Indicatif    | Futur        | ∅                 |                     |                     | -óimid -eoimid      |                     |                     | -óidh -eoidh     | -ófar -eofar |
| Conditionnel | Conditionnel | L ou d' L *       | -óinn -eoinn        | -ófá -eofá          | -óimis -eoimis      |                     | -óidís -eoidís      | -ódh -eodh       | -ófaí -eofaí |
| Subjonctif   | Présent      | go E              |                     |                     | -ímid               |                     |                     | -í               | -ítear       |
| Subjonctif   | Imparfait    | dá E              | -ínn                | -íteá               | -ímis               |                     | -ídís               | -íodh            | -ítí         |
| Impératif    | Impératif    | ∅                 | -ím                 | -∅                  | -ímis               | -ígí                | -ídís               | -íodh            | -ítear       |

| Temps/mode   | Temps/mode   | Singulier    | Singulier    | Singulier           | Pluriel      | Pluriel           | Pluriel        | Impersonnel   |
| Temps/mode   | Temps/mode   | 1er          | 2e           | 3e                  | 1er          | 2e                | 3e             | -             |
| ------------ | ------------ | ------------ | ------------ | ------------------- | ------------ | ----------------- | -------------- | ------------- |
| Indicatif    | Présent      | imrím        | imríonn tú   | imríonn sí, sé      | imrímid      | imríonn sibh      | imríonn siad   | imrítear      |
| Indicatif    | Prétérit     | d'imir mé    | d'imir tú    | d'imir sí, sé       | d'imríomar   | d'imir sibh       | d'imir siad    | imríodh       |
| Indicatif    | Imparfait    | d'imrínn     | d'imríteá    | d'imríodh sí, sé    | d'imrímis    | d'imríodh sibh    | d'imrídís      | d'imrítí      |
| Indicatif    | Futur        | imreoidh mé  | imreoidh tú  | imreoidh sí, sé     | imreoimid    | imreoidh sibh     | imreoidh siad  | imreofar      |
| Conditionnel | Conditionnel | d'imreoinn   | d'imreofeá   | d'imreodh sí, sé    | d'imreoimis  | d'imreodh sibh    | d'imreoidís    | d'imreofaí    |
| Subjonctif   | Présent      | go n-imrí mé | go n-imrí tú | go n-imrí sí, sé    | go n-imrímid | go n-imrí sibh    | go n-imrí siad | go n-imrítear |
| Subjonctif   | Imparfait    | dá n-imrínn  | dá n-imríteá | dá n-imríodh sí, sé | dá n-imrímis | dá n-imríodh sibh | dá n-imridís   | dá n-imrítí   |
| Impératif    | Impératif    | imrím        | imir         | imríodh sí, sé      | imrímis      | imrígí            | imrídís        | imrítear      |

### Verbes irréguliers
L'irlandais compte en tout et pour tout 11 verbes irréguliers : la plupart d'entre eux ont des formes supplétives à certains temps, et certains distinguent des formes dépendantes et indépendantes à certains temps.

#### Liste des verbes irréguliers
Le tableau suivant liste les irrégularités de ces onze verbes : les temps non mentionnés sont formés régulièrement sur le modèle de la 1e conjugaison.
| Verbe   | Traduction       | Irrégularités        | Irrégularités                                                        | Commentaires |
| ------- | ---------------- | -------------------- | -------------------------------------------------------------------- | --- |
| abair   | dire             | Présent              | deirimid deir sé                                                     | Seul l'impératif est formé sur le thème abair/abra- Le reste de la conjugaison est formé sur un thème en d- dont le d résiste à toute lénition : il subit cependant l'éclipse. Le prétérit prend les particules verbales du non-prétérit (ní dúirt sé : il n'a pas dit)                                                                                   |
| abair   | dire             | Prétérit             | dúramar dúirt sé                                                     | Seul l'impératif est formé sur le thème abair/abra- Le reste de la conjugaison est formé sur un thème en d- dont le d résiste à toute lénition : il subit cependant l'éclipse. Le prétérit prend les particules verbales du non-prétérit (ní dúirt sé : il n'a pas dit)                                                                                   |
| abair   | dire             | Imparfait            | deirimis deireadh sé                                                 | Seul l'impératif est formé sur le thème abair/abra- Le reste de la conjugaison est formé sur un thème en d- dont le d résiste à toute lénition : il subit cependant l'éclipse. Le prétérit prend les particules verbales du non-prétérit (ní dúirt sé : il n'a pas dit)                                                                                   |
| abair   | dire             | Futur                | déarfaimid déarfaidh sé                                              | Seul l'impératif est formé sur le thème abair/abra- Le reste de la conjugaison est formé sur un thème en d- dont le d résiste à toute lénition : il subit cependant l'éclipse. Le prétérit prend les particules verbales du non-prétérit (ní dúirt sé : il n'a pas dit)                                                                                   |
| abair   | dire             | Conditionnel         | déarfaimis déarfadh sé                                               | Seul l'impératif est formé sur le thème abair/abra- Le reste de la conjugaison est formé sur un thème en d- dont le d résiste à toute lénition : il subit cependant l'éclipse. Le prétérit prend les particules verbales du non-prétérit (ní dúirt sé : il n'a pas dit)                                                                                   |
| abair   | dire             | Subjonctif           | go ndeirimis go ndeire sé                                            | Seul l'impératif est formé sur le thème abair/abra- Le reste de la conjugaison est formé sur un thème en d- dont le d résiste à toute lénition : il subit cependant l'éclipse. Le prétérit prend les particules verbales du non-prétérit (ní dúirt sé : il n'a pas dit)                                                                                   |
| abair   | dire             | Subjonctif imparfait | dá ndeirimis dá ndeireadh sé                                         | Seul l'impératif est formé sur le thème abair/abra- Le reste de la conjugaison est formé sur un thème en d- dont le d résiste à toute lénition : il subit cependant l'éclipse. Le prétérit prend les particules verbales du non-prétérit (ní dúirt sé : il n'a pas dit)                                                                                   |
| abair   | dire             | Nom verbal           | rá                                                                   | Seul l'impératif est formé sur le thème abair/abra- Le reste de la conjugaison est formé sur un thème en d- dont le d résiste à toute lénition : il subit cependant l'éclipse. Le prétérit prend les particules verbales du non-prétérit (ní dúirt sé : il n'a pas dit)                                                                                   |
| abair   | dire             | Participe            | ráite                                                                | Seul l'impératif est formé sur le thème abair/abra- Le reste de la conjugaison est formé sur un thème en d- dont le d résiste à toute lénition : il subit cependant l'éclipse. Le prétérit prend les particules verbales du non-prétérit (ní dúirt sé : il n'a pas dit)                                                                                   |
| beir    | donner naissance | Prétérit             | rugamar rug sé                                                       | |
| beir    | donner naissance | Futur                | béarfaimid béarfaidh sé                                              | |
| beir    | donner naissance | Conditionnel         | bhéarfaimis bhéarfadh sé                                             | |
| beir    | donner naissance | Nom verbal           | breith                                                               | |
| beir    | donner naissance | Participe            | breithe                                                              | |
| bí      | être             | voir ci-dessous      | voir ci-dessous                                                      | Hautement irrégulier. Le présent et le prétérit ont des formes dépendantes. Ce verbe est le seul à avoir un présent habituel distinct du présent simple. Le prétérit impersonnel est formé par le suffixe -thas au lieu de -adh et présente une lénition comme le prétérit personnel.                                                                     |
| clois   | entrendre        | Prétérit             | chualamar chuala sé Impersonnel: chualathas                          | Le prétérit impersonnel est formé par le suffixe -thas au lieu de -adh et présente une lénition comme le prétérit personnel. |
| déan    | faire            | Prétérit             | Indépendant: rinnemar rinne sé                                       | Le prétérit admet une forme dépendante. |
| déan    | faire            | Prétérit             | Dépendant: ní dhearnamar, go ndearna sé                              | Le prétérit admet une forme dépendante. |
| faigh   | trouver          | Prétérit             | fuaireamar fuair sé Impersonnel: fuarthas                            | Le prétérit prend les particules verbales du non-prétérit, et tous les temps subissent l'éclipse au lieu de la lénition après ní (ní bhfuair sé : il n'a pas trouvé; ní bhfaighidh sé : il ne trouvera pas) Le futur et le conditionnel ont des formes indépendantes supplétives. Le prétérit impersonnel est formé par le suffixe -thas au lieu de -adh. |
| faigh   | trouver          | Futur                | Indépendant: gheobhaimid gheobhaidh sé                               | Le prétérit prend les particules verbales du non-prétérit, et tous les temps subissent l'éclipse au lieu de la lénition après ní (ní bhfuair sé : il n'a pas trouvé; ní bhfaighidh sé : il ne trouvera pas) Le futur et le conditionnel ont des formes indépendantes supplétives. Le prétérit impersonnel est formé par le suffixe -thas au lieu de -adh. |
| faigh   | trouver          | Futur                | Dépendant: ní bhfaighimid go bhfaighidh sé                           | Le prétérit prend les particules verbales du non-prétérit, et tous les temps subissent l'éclipse au lieu de la lénition après ní (ní bhfuair sé : il n'a pas trouvé; ní bhfaighidh sé : il ne trouvera pas) Le futur et le conditionnel ont des formes indépendantes supplétives. Le prétérit impersonnel est formé par le suffixe -thas au lieu de -adh. |
| faigh   | trouver          | Conditionnel         | Indépendant: gheobhaimis gheobhadh sé                                | Le prétérit prend les particules verbales du non-prétérit, et tous les temps subissent l'éclipse au lieu de la lénition après ní (ní bhfuair sé : il n'a pas trouvé; ní bhfaighidh sé : il ne trouvera pas) Le futur et le conditionnel ont des formes indépendantes supplétives. Le prétérit impersonnel est formé par le suffixe -thas au lieu de -adh. |
| faigh   | trouver          | Conditionnel         | Dépendant: ní bhfaighimis go bhfaigheadh sé                          | Le prétérit prend les particules verbales du non-prétérit, et tous les temps subissent l'éclipse au lieu de la lénition après ní (ní bhfuair sé : il n'a pas trouvé; ní bhfaighidh sé : il ne trouvera pas) Le futur et le conditionnel ont des formes indépendantes supplétives. Le prétérit impersonnel est formé par le suffixe -thas au lieu de -adh. |
| feic    | voir             | Prétérit             | Indépendant: chonacamar chonaic sé Impersonnel: chonacthas           | Le prétérit impersonnel est formé par le suffixe -thas au lieu de -adh et présente une lénition comme le prétérit personnel. |
| feic    | voir             | Prétérit             | Dépendant: ní fhacamar go bhfaca sé Impersonnel: an bhfacthas        | Le prétérit impersonnel est formé par le suffixe -thas au lieu de -adh et présente une lénition comme le prétérit personnel. |
| ith     | manger           | Futur                | íocfaimid íocfaidh sé                                                | |
| ith     | manger           | Conditionnel         | d'íocfaimis d'íocfadh sé                                             | |
| tabhair | donner           | Présent              | tugaimid tugann sé                                                   | La plupart des formes sont modelées sur la base du thème supplétif tug, y compris les formes de l'impératif autres que la deuxième personne du singulier, ce qui en fait avec tar l'un des deux verbes supplétifs au sein d'un même temps. |
| tabhair | donner           | Prétérit             | thugamar thug sé                                                     | La plupart des formes sont modelées sur la base du thème supplétif tug, y compris les formes de l'impératif autres que la deuxième personne du singulier, ce qui en fait avec tar l'un des deux verbes supplétifs au sein d'un même temps. |
| tabhair | donner           | Imparfait            | thugaimis thugadh sé                                                 | La plupart des formes sont modelées sur la base du thème supplétif tug, y compris les formes de l'impératif autres que la deuxième personne du singulier, ce qui en fait avec tar l'un des deux verbes supplétifs au sein d'un même temps. |
| tabhair | donner           | Subjonctif présent   | go dtugaimid go dtuga sé                                             | La plupart des formes sont modelées sur la base du thème supplétif tug, y compris les formes de l'impératif autres que la deuxième personne du singulier, ce qui en fait avec tar l'un des deux verbes supplétifs au sein d'un même temps. |
| tabhair | donner           | Subjonctif imparfait | dá dtugaimis dá dtugadh sé                                           | La plupart des formes sont modelées sur la base du thème supplétif tug, y compris les formes de l'impératif autres que la deuxième personne du singulier, ce qui en fait avec tar l'un des deux verbes supplétifs au sein d'un même temps. |
| tabhair | donner           | Impératif            | tugaimis! tugadh sé!                                                 | La plupart des formes sont modelées sur la base du thème supplétif tug, y compris les formes de l'impératif autres que la deuxième personne du singulier, ce qui en fait avec tar l'un des deux verbes supplétifs au sein d'un même temps. |
| tabhair | donner           | Participe            | tugtha                                                               | La plupart des formes sont modelées sur la base du thème supplétif tug, y compris les formes de l'impératif autres que la deuxième personne du singulier, ce qui en fait avec tar l'un des deux verbes supplétifs au sein d'un même temps. |
| tar     | venir            | Présent              | tagaimid tagann sé                                                   | Les formes de l'impératif autres que la deuxième personne du singulier sont modelées sur la base du thème tag, ce qui en fait avec tabhair l'un des deux verbes supplétifs au sein d'un même temps. Le prétérit impersonnel est formé par le suffixe -thas au lieu de -adh et présente une lénition comme le prétérit personnel.                          |
| tar     | venir            | Prétérit             | thángamar thánaig sé Impersonnel: thángthas                          | Les formes de l'impératif autres que la deuxième personne du singulier sont modelées sur la base du thème tag, ce qui en fait avec tabhair l'un des deux verbes supplétifs au sein d'un même temps. Le prétérit impersonnel est formé par le suffixe -thas au lieu de -adh et présente une lénition comme le prétérit personnel.                          |
| tar     | venir            | Imparfait            | thagaimis thagadh sé                                                 | Les formes de l'impératif autres que la deuxième personne du singulier sont modelées sur la base du thème tag, ce qui en fait avec tabhair l'un des deux verbes supplétifs au sein d'un même temps. Le prétérit impersonnel est formé par le suffixe -thas au lieu de -adh et présente une lénition comme le prétérit personnel.                          |
| tar     | venir            | Futur                | tiocfaimid tiocfaidh sé                                              | Les formes de l'impératif autres que la deuxième personne du singulier sont modelées sur la base du thème tag, ce qui en fait avec tabhair l'un des deux verbes supplétifs au sein d'un même temps. Le prétérit impersonnel est formé par le suffixe -thas au lieu de -adh et présente une lénition comme le prétérit personnel.                          |
| tar     | venir            | Conditionnel         | thiocfaimis thiocfadh sé                                             | Les formes de l'impératif autres que la deuxième personne du singulier sont modelées sur la base du thème tag, ce qui en fait avec tabhair l'un des deux verbes supplétifs au sein d'un même temps. Le prétérit impersonnel est formé par le suffixe -thas au lieu de -adh et présente une lénition comme le prétérit personnel.                          |
| tar     | venir            | Subjonctif présent   | go dtagaimid go dtaga sé                                             | Les formes de l'impératif autres que la deuxième personne du singulier sont modelées sur la base du thème tag, ce qui en fait avec tabhair l'un des deux verbes supplétifs au sein d'un même temps. Le prétérit impersonnel est formé par le suffixe -thas au lieu de -adh et présente une lénition comme le prétérit personnel.                          |
| tar     | venir            | Subjonctif imparfait | dá dtagaimis dá dtagadh sé                                           | Les formes de l'impératif autres que la deuxième personne du singulier sont modelées sur la base du thème tag, ce qui en fait avec tabhair l'un des deux verbes supplétifs au sein d'un même temps. Le prétérit impersonnel est formé par le suffixe -thas au lieu de -adh et présente une lénition comme le prétérit personnel.                          |
| tar     | venir            | Impératif            | tagaimis! tagadh sé!                                                 | Les formes de l'impératif autres que la deuxième personne du singulier sont modelées sur la base du thème tag, ce qui en fait avec tabhair l'un des deux verbes supplétifs au sein d'un même temps. Le prétérit impersonnel est formé par le suffixe -thas au lieu de -adh et présente une lénition comme le prétérit personnel.                          |
| tar     | venir            | Nom verbal           | teacht                                                               | Les formes de l'impératif autres que la deuxième personne du singulier sont modelées sur la base du thème tag, ce qui en fait avec tabhair l'un des deux verbes supplétifs au sein d'un même temps. Le prétérit impersonnel est formé par le suffixe -thas au lieu de -adh et présente une lénition comme le prétérit personnel.                          |
| tar     | venir            | Participe            | tagtha                                                               | Les formes de l'impératif autres que la deuxième personne du singulier sont modelées sur la base du thème tag, ce qui en fait avec tabhair l'un des deux verbes supplétifs au sein d'un même temps. Le prétérit impersonnel est formé par le suffixe -thas au lieu de -adh et présente une lénition comme le prétérit personnel.                          |
| téigh   | aller            | Prétérit             | Indépendant: chuamar chuaigh sé Impersonnel: chuathas                | Le prétérit impersonnel est formé par le suffixe -thas au lieu de -adh et présente une lénition comme le prétérit personnel. |
| téigh   | aller            | Prétérit             | Dépendant: ní dheachamar go ndeachaigh sé Impersonnel: an ndeachthas | Le prétérit impersonnel est formé par le suffixe -thas au lieu de -adh et présente une lénition comme le prétérit personnel. |
| téigh   | aller            | Futur                | rachaimid rachaidh sé                                                | Le prétérit impersonnel est formé par le suffixe -thas au lieu de -adh et présente une lénition comme le prétérit personnel. |
| téigh   | aller            | Conditionnel         | rachaimis rachadh sé                                                 | Le prétérit impersonnel est formé par le suffixe -thas au lieu de -adh et présente une lénition comme le prétérit personnel. |
| téigh   | aller            | Nom verbal           | dul                                                                  | Le prétérit impersonnel est formé par le suffixe -thas au lieu de -adh et présente une lénition comme le prétérit personnel. |
| téigh   | aller            | Participe            | dulta                                                                | Le prétérit impersonnel est formé par le suffixe -thas au lieu de -adh et présente une lénition comme le prétérit personnel. |

#### bí
L'auxiliaire bí est de loin le verbe le plus utilisé et aussi le plus irrégulier.
Il a des formes dépendantes au présent et au prétérit : 
- Le présent indépendant tá est insensible à la mutation : il se contracte à l'écrit avec le pronom relatif direct a pour donner la forme atá.
- Le présent dépendant fuil n'apparaît en pratique que sous la forme bhfuil dans la langue standard : devant la négation, la forme théorique ní fhuil est contractée à l'écrit en níl, indiquée ci-dessous en tant que présent négatif.
- Il s'agit du seul verbe dont la forme analytique est utilisable à la première personne du singulier du présent de l'indicatif dans la langue standard : les formes táim et tá mé sont équivalentes.

| Temps/mode   | Temps/mode       | Temps/mode       | Singulier      | Singulier   | Singulier        | Pluriel      | Pluriel        | Pluriel       | Impers.     |
| Temps/mode   | Temps/mode       | Temps/mode       | 1re            | 2e          | 3e               | 1re          | 2e             | 3e            | Impers.     |
| ------------ | ---------------- | ---------------- | -------------- | ----------- | ---------------- | ------------ | -------------- | ------------- | ----------- |
| Indicatif    | Présent          | Indépendant      | táim tá mé     | tá tú       | tá sí, sé        | táimid       | tá sibh        | tá siad       | táthar      |
| Indicatif    | Présent          | Relatif direct   | atáim atá mé   | atá tú      | atá sí, sé       | atáimid      | atá sibh       | atá siad      | atáthar     |
| Indicatif    | Présent          | Dépendant        | fuilim fuil mé | fuil tú     | fuil sí, sé      | fuilimid     | fuil sibh      | fuil siad     | fuiltear    |
| Indicatif    | Présent          | Négatif (ní)     | nílim níl mé   | níl tú      | níl sí, sé       | nílimid      | níl sibh       | níl siad      | níltear     |
| Indicatif    | Présent habituel | Présent habituel | bím            | bíonn tú    | bíonn sí, sé     | bímid        | bíonn sibh     | bíonn siad    | bítear      |
| Indicatif    | Prétérit         | Indépendant      | bhí mé         | bhí tú      | bhí sí, sé       | bhíomar      | bhí sibh       | bhí siad      | bhíothas    |
| Indicatif    | Prétérit         | Dépendant        | raibh mé       | raibh tú    | raibh sí, sé     | rabhamar     | raibh sibh     | raibh siad    | rabhthas    |
| Indicatif    | Imparfait        | Imparfait        | bhínn          | bhíteá      | bhíodh sí, sé    | bhímis       | bhíodh sibh    | bhídís        | bhítí       |
| Indicatif    | Futur            | Futur            | beidh mé       | beidh tú    | beidh sí, sé     | beimid       | beidh sibh     | beidh siad    | beifear     |
| Conditionnel | Conditionnel     | Conditionnel     | bheinn         | bheifeá     | bheadh sí, sé    | bheimis      | bheadh sibh    | bheidís       | bheifí      |
| Subjonctif   | Présent          | Présent          | go raibh mé    | go raibh tú | go raibh sí, sé  | go rabhaimid | go raibh sibh  | go raibh siad | go rabhthar |
| Subjonctif   | Imparfait        | Imparfait        | dá mbeinn      | dá mbeifeá  | dá mbeadh sí, sé | dá mbeimis   | dá mbeadh sibh | dá mbeidís    | dá mbeifí   |
| Impératif    | Impératif        | Impératif        | bím            | bí          | bíodh sí, sé     | bímis        | bígí           | bídís         | bítear      |

## Nombres
L'irlandais distingue trois grands types de nombres : les cardinaux indépendants, les adjectifs cardinaux et les adjectifs ordinaux.
Les cardinaux indépendants ne sont pas suivis d'un nom. Les nombres de 1 à 9 sont pratiquement toujours précédés d'une particule a qui engendre une aspiration. Ils sont utilisés :
- de manière indepéndante, pour exprimer le nombre en tant que tel :

A haon, a dó, a trí!
Un, deux, trois !
- pour exprimer l'heure ; ils sont alors optionnellement suivis de « a chlog » :

Tá sé a deich (a chlog)
Il est dix heures
- en tant qu'adjectif postposé, pour exprimer une association entre le nom et le numéral :

bus a dó
Le bus numéro deux
Les adjectifs cardinaux font partie d'un groupe nominal : ils se placent entre l'article et le nom, et engendrent une mutation sur le nom qui varie d'un nombre à l'autre. Ils ne nécessitent pas toujours le pluriel ; un grand nombre d'ordinaux requièrent un nom singulier, et certains noms ont une forme alternative du pluriel qu'ils utilisent après un ordinal :
Tá dhá charr aige
Il a deux voitures
Na trí heaglaisí móra
Les trois grandes églises
Cúig huaire níos déanaí
Cinq heures plus tard (uaire est le pluriel numéral de uair : le pluriel régulier est uaireanta)
Ils ont en général deux formes : l'une est utilisée pour dénombrer les humains, l'autre pour les non-humains :
ceathrar páistí
Quatre enfants
ceithre héin
Quatre oiseaux
Les adjectifs ordinaux sont placés entre l'article et le nom, et engendrent une mutation. Ils sont placés avant tout autre adjectif antéposé, y compris les adjectifs cardinaux :
An dara cogadh domhanda
La seconde guerre mondiale
An chéad dá dhuine
les deux premières personnes
Le tableau suivant résume les formes de nombres de 1 à 10 ainsi que les dizaines. Les nombres de 3 à 10 peuvent être suivis d'un nom au singulier ou au pluriel, avec dans certains cas un changement de la mutation appliquée.
| Nombre | Nombre du nom | Indépendant | Cardinal          | Cardinal          | Ordinal    | cat (chat)   | uair (heure, fois) |
| Nombre | Nombre du nom | Indépendant | Non-humain        | Humain            | Ordinal    | cat (chat)   | uair (heure, fois) |
| ------ | ------------- | ----------- | ----------------- | ----------------- | ---------- | ------------ | ------------------ |
| 1      | Singulier     | a haon      | (aonL)...(amháin) | (aonL)...(amháin) | céadL      |              |                    |
| 2      | Duel1         | a dó        | dháL 2            | beirt             | daraH      | dhá chat     | dhá uair           |
| 3      | Singulier     | a trí       | tríL              | tríúr             | tríúH      | trí chat     | trí huaire         |
| 3      | Pluriel       | a trí       | tríH              | tríúr             | tríúH      | trí cait     | trí huaire         |
| 4      | Singulier     | a ceathair  | ceithreL          | ceathrar          | ceathrúH   | ceithre chat | ceithre huaire     |
| 4      | Pluriel       | a ceathair  | ceithreH          | ceathrar          | ceathrúH   | ceithre cait | ceithre huaire     |
| 5      | Singulier     | a cúig      | cúigL             | cúigear           | cúigiúH    | cúig chat    | cúig huaire3       |
| 5      | Pluriel       | a cúig      | cúig              | cúigear           | cúigiúH    | cúig cait    | cúig huaire3       |
| 6      | Singulier     | a sé        | séL               | seisear           | séúH       | sé chat      | sé huaire          |
| 6      | Pluriel       | a sé        | séH               | seisear           | séúH       | sé cait      | sé huaire          |
| 7      | Singulier     | a seacht    | seachtE           | seachtar          | seachtúH   | seacht gcat  | seacht n-uaire     |
| 7      | Pluriel       | a seacht    | seachtE           | seachtar          | seachtúH   | seacht gcait | seacht n-uaire     |
| 8      | Singulier     | a hocht     | ochtE             | ochtar            | ochtúH     | ocht gcat    | ocht n-uaire       |
| 8      | Pluriel       | a hocht     | ochtE             | ochtar            | ochtúH     | ocht gcait   | ocht n-uaire       |
| 9      | Singulier     | a naoi      | naoiE             | naonúr            | naoúH      | naoi gcat    | naoi n-uaire       |
| 9      | Pluriel       | a naoi      | naoiE             | naonúr            | naoúH      | naoi gcait   | naoi n-uaire       |
| 10     | Singulier     | a deich     | deichE            | deichniúr         | deichiúH   | deich gcat   | deich n-uaire      |
| 10     | Pluriel       | a deich     | deichE            | deichniúr         | deichiúH   | deich gcait  | deich n-uaire      |
| 20     | Singulier     | fiche       | fiche             | fiche             | fichiúH    | fiche cat    | fiche uair         |
| 30     | Singulier     | tríocha     | tríocha           | tríocha           | tríochadúH | tríocha cat  | tríocha uair       |
| 40     | Singulier     | daichead    | daichead          | daichead          | daicheadúH | daichead cat | daichead uair      |
| 50     | Singulier     | caoga       | caoga             | caoga             | caogadúH   | caoga cat    | caoga uair         |
| 60     | Singulier     | seasca      | seasca            | seasca            | seascadúH  | seasca cat   | seasca uair        |
| 70     | Singulier     | seachtó     | seachtó           | seachtó           | seachtódúH | seachtó cat  | seachtó uair       |
| 80     | Singulier     | ochtó       | ochtó             | ochtó             | ochtódúH   | ochtó cat    | ochtó uair         |
| 90     | Singulier     | nócha       | nócha             | nócha             | nóchadúH   | nócha cat    | nócha uair         |
| 100    | Singulier     | céad        | céad              | céad              | céadúH     | céad cat     | céad uair          |
| 1000   | Singulier     | míle        | míle              | míle              | míliúH     | míle cat     | míle uair          |

1 - Le « duel » correspond au singulier de la plupart des noms, excepté les quelques noms ayant une forme spéciale utilisée uniquement après dhá :
cat - dhá chat - cait
un chat - deux chats - des chats
lámh - dhá láimh - lámha
une main - deux mains - des mains
2 - prend la forme dá devant an, aon et céad (premier).
3 - uaire subit une aspiration irrégulère devant cúig : cela n'affecte pas les autres noms (cúig éin - cinq oiseaux)

## Noms en irlandais classique (XIXesiècle)
Dans l'irlandais classique, langue littéraire de la renaissance gaélique du XIXe siècle, les noms se déclinaient un peu plus fortement. Ses déclinaisons sont à voir ici :

### Première déclinaison
Elle concerne tous les mots dont la dernière consonne est leathan (c'est-à-dire précédée de a, o ou u), tous les noms de cette déclinaison sont masculins. Le génitif singulier est marqué par un changement de la forme de la consonne (elle passe de leathan à caol).
|           | Singulier        | Pluriel             |
| Nominatif | an bochtán       | na bochtáin         |
| Génitif   | an bhochtáin     | na mbochtán         |
| Datif     | (dó) 'n mbochtán | (dó) na bochtánaibh |
| Ablatif   | (ó) 'n mbochtán  | (ó) na bochtánaibh  |
| Accusatif | an bochtán       | na bochtáin         |
| Vocatif   | a bhochtáin      | a bochtána          |

### Deuxième déclinaison
Elle concerne presque tous les noms féminins, tous les noms en -óg, et la majorité de ceux qui ont un i avant la ou les consonnes finales. Cette déclinaison est caractérisée par l'ajout d'un -e au génitif singulier.
|           | Singulier      | Pluriel          |
| Nominatif | an phéist      | na péiste        |
| Génitif   | na péiste      | na bpéist        |
| Datif     | (do) 'n bpéist | (do) na péistibh |
| Ablatif   | (ó) 'n bpéist  | (ó) na péistibh  |
| Accusatif | an phéist      | na péiste        |
| Vocatif   | a phéist       | a phéiste        |

- Les noms en -óg font leur génitif singulier en -óige, leur datif et leur ablatif singulier en -óig ; leur nominatif pluriel en -óga et leur datif et ablatif pluriel en -ógaibh.
- Les noms en -each font leur génitif singulier en -íghe, leur datif et leur ablatif singulier en -igh ; leur nominatif pluriel en -eacha et leur datif et ablatif pluriel en -eachaibh.
- Les monosyllabes comme Lámh "main" font leur génitif comme les noms normaux avec en plus l'ajout d'un e final. (Láimhe Gen sing de Lámh"). Le nominatif pluriel a la même forme que le génitif pluriel.
- Les noms ayant un i caractéristique au nominatif singulier font leur génitif par ajout d'un e seulement (Tir "pays" donne Tire au génitif singulier). Le nominatif pluriel a la même forme que le génitif pluriel.
- Certains noms forment leur nominatif pluriel en -anna, comme cuir "un cas" nominatif singulier cuir, nominatif pluriel cuireanna
- D'autres font leur pluriel en -acha, comme clair qui fait au nominatif pluriel claireacha.
- Le génitif pluriel a la même forme que le nominatif singulier, cependant, si le nominatif singulier comporte une voyelle fine, celle-ci est omise (ex : fuaim "un son" donne au génitif pluriel fuam ; de plus, les noms formant leur nominatif pluriel en -anna retirent leur a final au génitif pluriel (comme léimeanna, nominatif pluriel, qui donne au génitif pluriel léimeann)

### Troisième déclinaison
Se déclinent sur ce modèle tous les noms en -óir, -ail, -air, -acht et tous les noms verbaux sans exception. Cette déclinaison se caractérise par l'ajout d'un suffixe large (-a).
|           | Singulier               | Pluriel                              |
| Nominatif | an slanuightheóir       | na slanuightheóiridhe                |
| Génitif   | an slanuightheóra       | na slanuightheóir ou slanuighthórach |
| Datif     | (dó) 'n tslanuightheóir | (dó) na slanuightheóiribh            |
| Ablatif   | (ó) 'n tslanuightheóir  | (ó) na slanuightheóiribh             |
| Accusatif | an slanuightheóir       | na slanuightheóiridhe                |
| Vocatif   | a shlanuightheóir       | a slanuightheóiridhe                 |

|           | Singulier | Pluriel  |
| Nominatif | moladh    | molta    |
| Génitif   | molta     | moladh   |
| Datif     | moladh    | moltaibh |
| Ablatif   | moladh    | molaibh  |
| Accusatif | moladh    | molta    |
| Vocatif   | mholadh   | molat    |

- On observe que tous les cas sont les mêmes au singulier à l'exception du génitif ; au pluriel, le nominatif, l'accusatif et le vocatif sont les mêmes. Le datif et l'ablatif pluriel sont, comme pour de nombreuses autres déclinaisons, formés à partir du nominatif pluriel.
- La majorité des noms en -acht expriment des idées abstraites, et n'ont donc pas de pluriel, mais certains noms sont des exceptions (cáilídheacht "vertu").
- On reconnait cette déclinaison au suffixe leathan qu'elle ajoute au génitif singulier, si le mot se terminait par une voyelle fine (i) il faut la supprimer (ex : bliadhain "un an" donne au génitif bliadhana).
- Certains monosyllabes écrits avec le digramme -ío- changent ce dernier en -ea- au génitif singulier (comme bioth "vie" qui donne beatha).
- D'autre part, certains noms font leur génitif singulier en -ach comme cathair "ville" qui donne catharach, et par syncope cathrach.
- Tous les noms verbaux finissant par -adh, -eadh ou -ughadh forment leur génitif singulier comme le participe passé du verbe dont ils sont tirés (moladh fait au génitif molta, comme le participe passé du verbe moladh).
- Dans la majorité des cas, le nominatif pluriel est de la même forme que le génitif singulier, cependant, certains noms peuvent former leur nominatif pluriel par l'ajout de -nna (comme sruth "courant, flux" qui donne au Gen. Sing. srotha et au nominatif pluriel srotha ou srothanna). De plus, les noms finissant en -óir au Nom. Sing forment leur pluriel par l'ajout de -idhe ; et ceux qui ont un génitif singulier en -ach le forment par ajout d'un a.
- Le génitif pluriel peut être formé comme celui de la deuxième déclinaison. Cependant, les noms ayant un génitif singulier en -eanna retirent leur a final au pluriel.

### Quatrième déclinaison
Elle comprend les noms finissant en -aidhe, -uidhe, -aire et -ín du genre masculin et ceux finissant par -a, -o, -e et -i des deux genres. Elle se caractérise par le fait que le génitif singulier ne soit pas marqué, ainsi, tous les cas du singulier sont semblables.
|           | Singulier         | Pluriel                 |
| Nominatif | an Tighearna      | na Tighearnaidhe        |
| Génitif   | an Tighearna      | na dTighearnadh         |
| Datif     | (dó) 'n Tighearna | (dó) na Tighearnaidhibh |
| Ablatif   | (ó) 'n Tighearna  | (ó) na Tighearnaidhibh  |
| Accusatif | an Tighearna      | na Tighearnaidhe        |
| Vocatif   | a Thighearna      | a Thighearnaidhe        |

- Le nominatif pluriel est formé par ajout de -idhe au singulier, cependant, si le nom se termine par -e on supprime cette voyelle, mais s'il s'agit d'un monosyllabique finissant en -Le (où L est une liquide, c'est-à-dire n, m, r ou l) on remplace le -e final par -te. Si la lettre finale est une voyelle le pluriel se forme en -the.
- Le génitif pluriel se forme par une finale leathan, sauf si le nominatif pluriel est en -te ou en -tí, dans ce cas il se forme par la transformation de cette syllabe en -teagh.